# The Unforgiven II
"The Unforgiven II" é uma canção da banda estadunidense de heavy metal Metallica. A canção foi escrita por James Hetfield, Lars Ulrich e Kirk Hammett, e lançada como o segundo single do álbum ReLoad, em 1998. "The Unforgiven II" é a seqüência de "The Unforgiven" (do álbum Metallica). 
A música fala muito sobre fenômenos naturais como exemplo a Escuridão e outras coisas. Muitos fãs do Metallica acreditam que essa seja a melhor música do Álbum ReLoad quando se trata de termos de composição. 
Possui uma letra muito abrangente, onde é tratado temas como Solidão, Medo e Conflitos Pessoais, "The Unforgiven II" é uma música pouco tocada pelo Metallica, o que não agrada muito aos fãs, pelo fato de serem uma das suas favoritas, apesar de não ter tido muito sucesso, tanto a música quanto o (álbum) ao qual ele foi introduzido.
A música apresenta 6:35 minutos na sua gravação original, e possui 2 guitarras tocadas simultaneamente mas de forma diferente.

## Tabelas
| Parada musical(1998)                  | Posição |
| ------------------------------------- | ------- |
| Australian Singles Chart              | 9       |
| Austrian Singles Chart                | 18      |
| Dutch Singles Chart                   | 25      |
| The Official Finnish Charts           | 1       |
| French Singles Chart                  | 89      |
| German Singles Chart                  | 23      |
| Irish Singles Chart                   | 14      |
| Italy (FIMI)                          | 12      |
| New Zealand Singles Chart             | 22      |
| Norwegian Singles Chart               | 8       |
| Swedish Singles Chart                 | 8       |
| UK Singles Chart                      | 15      |
| U.S. Billboard Hot 100                | 59      |
| U.S. Billboard Mainstream Rock Tracks | 2       |